# هوارد ستافورد
هوارد ستافورد (بالإنجليزية: Howard Stafford)‏ هو لاعب كرة قدم أسترالية أسترالي، ولد في 24 مارس 1893 في Wedderburn, Victoria ‏ في أستراليا، وتوفي في 7 يناير 1942 في ميانمار.

## وصلات خارجية
- هوارد ستافورد على موقع AustralianFootball.com (الإنجليزية)
- هوارد ستافورد على موقع AFLtables.com (الإنجليزية)